# Everett Silvertips
Everett Silvertips är ett amerikanskt proffsjuniorishockeylag som är baserat i Everett, Washington och har spelat i den nordamerikanska proffsjuniorligan Western Hockey League (WHL) sedan 2003, när laget bildades. De spelar sina hemmamatcher i Angel of the Winds Arena som har en publikkapacitet på 8 149 åskådare. Laget ägs av CSH International, Inc. som i sin tur äger andra sportlag som Central Illinois Flying Aces i United States Hockey League (USHL) och Amarillo Bulls i North American Hockey League (NAHL). De har varken vunnit någon av Memorial Cup eller WHL sen laget bildades 2003.
Laget har fostrat spelare som bland andra Ivan Baranka, Byron Froese, Radko Gudas, Zach Hamill, Leland Irving, Jujhar Khaira, Peter Mueller, Mirco Müller, Ryan Murray, Rasmus Rissanen, Kent Simpson och Nikita Sjtjerbak som alla tillhör eller tillhörde olika medlemsorganisationer i den nordamerikanska proffsligan National Hockey League (NHL).